# Идрисов, Михаил Николаевич
Михаи́л Никола́евич Идри́сов (род. 21 июня 1988 года в Иркутске) — российский бегун на короткие дистанции.

## Карьера
Начал профессиональную карьеру в 2005 году.
Занял седьмое место на Чемпионате мира по лёгкой атлетике среди юношей 2005 года, и шестое место на Чемпионате мира по лёгкой атлетике среди юниоров 2006 года.
Участник Чемпионатов России по лёгкой атлетике в 2009 (2-е место), 2010 (1-е место), 2012 (1-е место) и 2014 (1-е место) годах. В 2012 году принял участие в Чемпионате Европы по лёгкой атлетике в Хельсинки, финишировав четвёртым в забеге 4x100 метров.
Участвовал в летной Универсиаде 2013 года в Казани, где участвовал в финале на дистанции 100 метров среди мужчин.
В 2014 году стал чемпионом России в беге на 60 метров, повторив личный рекорд в 6,67 секунд.
В 2016 году Михаил, вместе с двумя другими легкоатлетами Евгенией Хохловой и Тамарой Щемеровой, был дисквалифицирован до 2019 года за применение допинга.
Известен также как гитарист любительской метал-группы «Between Insanity and Dreams».